# Église de la Kathisma
L'Église du Kathisma (latin : Ecclesia Kathismatis, du grec : κάθισμα), l'Église du repos de Marie ou Kathisma, était une église byzantine du Ve siècle en Terre Sainte, située entre Jérusalem et Bethléem. Elle a été érigée sur le lieu supposé du repos de Marie sur le chemin de Bethléem, mentionné dans le Protévangile de Jacques comme lieu de l'apparition de Jésus, c'est-à-dire sa naissance, dans une grotte. La construction suit le premier concile d'Éphèse en 431, le culte marial ayant gagné en importance. Elle est l'une des premières églises connues à avoir été consacrée à la Theotokos, c'est-à-dire à Marie, la mère de Dieu.

## Histoire
Les vestiges ont été découverts par hasard en 1992, par les israéliens notamment Rina Avner  lors de la construction de l'autoroute 60, près du monastère de Mar Elias. Le tracé de l'autoroute a été déplacé par les israéliens pour éviter d'endommager le site, de sorte que les ruines se trouvent désormais directement sur la route, à l'ancienne limite de la ville entre Jérusalem et Bethléem avant 1967. Le site a été fouillé à partir de 1997.
Les fouilles ont permis de découvrir les éventuels vestiges d'un petit sanctuaire datant de la première moitié du Ve siècle, mais surtout une grande et coûteuse église octogonale et son monastère, construits à l'origine vers 456 par la veuve Ikelia et entièrement restaurés entre 531 et 538.
Les archéologues pensent que l'église a été détruite lors de l'invasion perse en 614.
L'abside sud a été transformée en mosquée dans la première moitié du VIIIe siècle, tandis que le reste de l'édifice a continué à être utilisé comme église. L'église tombe en ruine à partir du Xe – XIe siècle.
En 2019, un incendie s'est déclaré autour des ruines.

## Architecture
Le bâtiment est construit sur un plan octogonal de 43 m × 52 m, avec le rocher de Kathisma au centre. Il est comparable à la basilique de la Nativité de Bethléem du 4e siècle et à d'autres églises byzantines qui ont été imitées lors de la construction du Dôme du Rocher musulman à la fin du 7e siècle. La plus grande partie de l'intérieur de l'église était recouverte de mosaïques colorées avec des motifs floraux et géométriques.

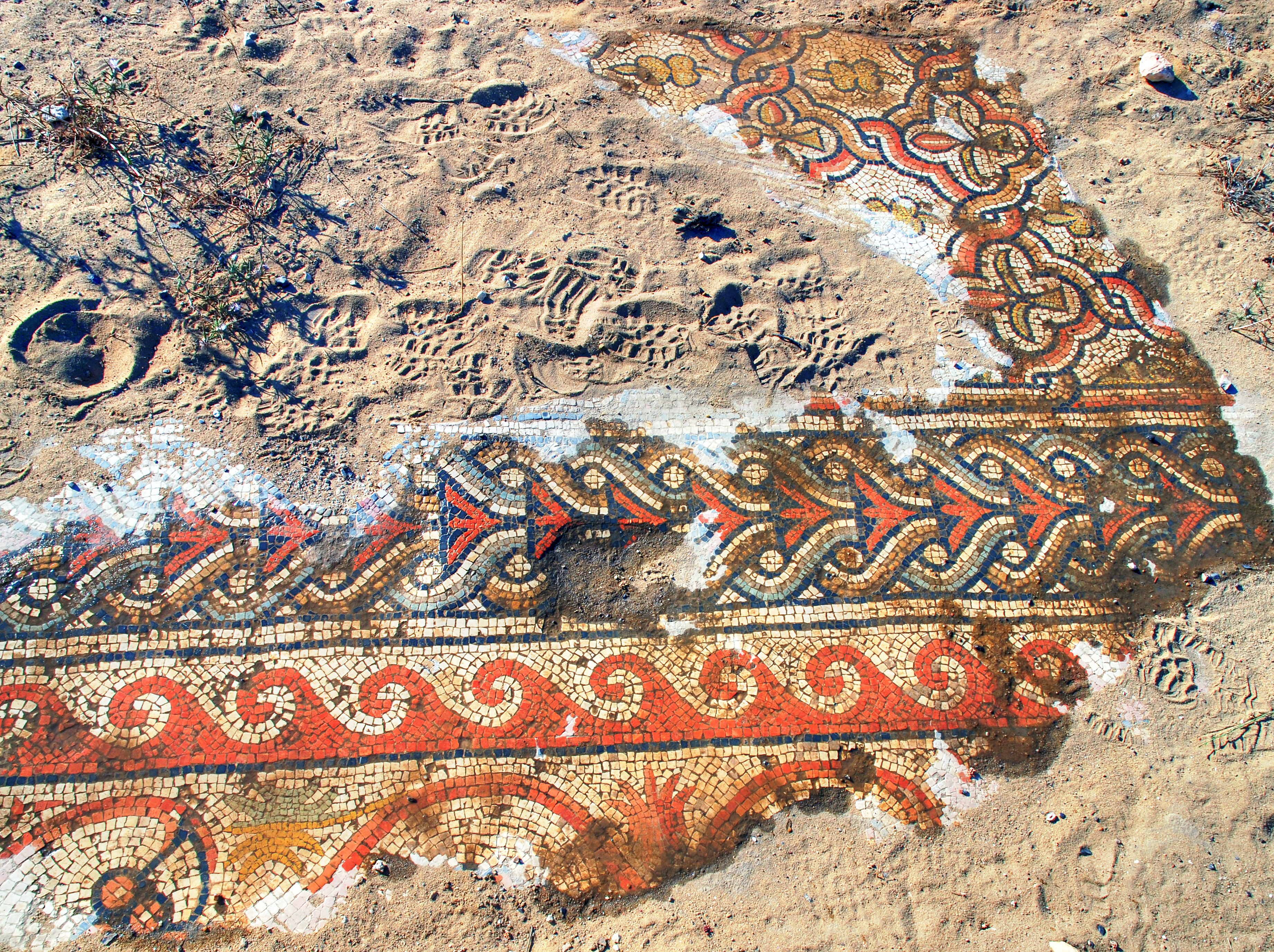
Fragment des mosaïques de la Kathisma (2010)
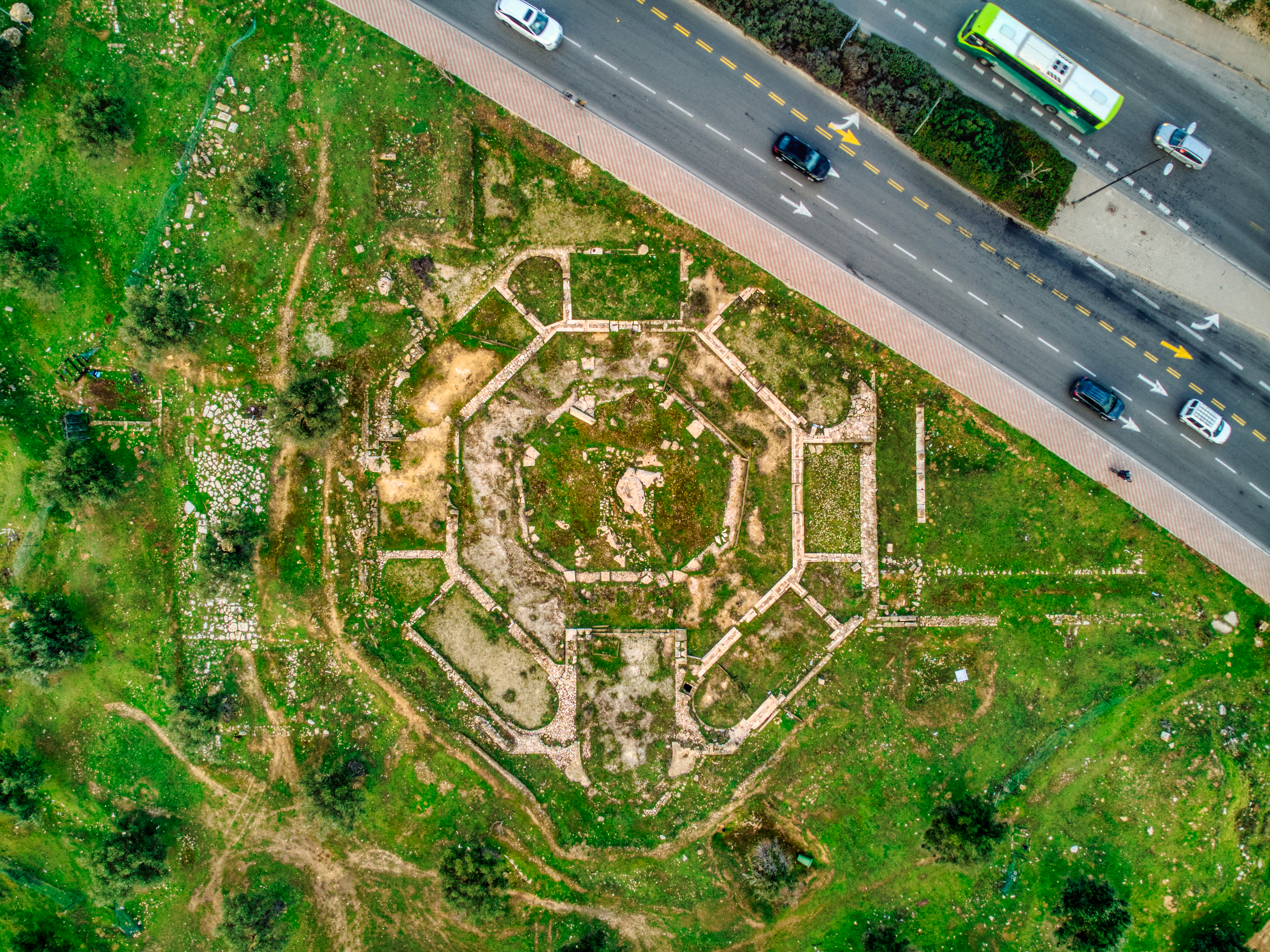
Ruines de la Kathisma (2022)

## Sources antiques

### De Situ Terrae Sanctae(VIesiècle)
Le De Situ Terrae Sanctae de l'archidiacre Théodose, datant du VIe siècle, affirme qu'on peut lire qu'Urbicius, un influent fonctionnaire de la cour byzantine, a fait tailler le rocher en une forme rectangulaire qui ressemblait à un autel et a voulu le faire transporter à Constantinople. Mais personne n'était en mesure de le déplacer au-delà de la porte Saint-Étienne à Jérusalem, si bien qu'il a été placé dans l'église de la Résurrection, juste derrière le tombeau de Jésus, où il a été utilisé pour la célébration de l'eucharistie,.

### Vitade saint Théodose (VIesiècle)
L'église est mentionnée dans l'hagiographie dans la Vita Theodosii de Théodose le Cénobiarque de Cyrille de Scythopolis (env. 525-559). Selon ce texte, l'église et le monastère de Kathisma ont tous deux été construits par une veuve fortunée du nom d'Ikelia (Iqilia, Hicelia), à l'époque de l'évêque Juvénal de Jérusalem (422-458). Théodose aurait vécu dans ce monastère en tant que jeune moine.